# Casa Pratjusà
La Casa Pratjusà és un edifici residencial situat a la Rambla de Catalunya, 25 de l'Eixample de Barcelona, catalogat a com a bé cultural d'interès local.

## Història
Va ser projectat el 1892 pel mestre d'obres Antoni Serra i Pujals per a Margarida Blanch i Romaní (representada pel seu marit Sebastià Martori Pratjusà), i construït entre aquesta data i 1894.

## Descripció
Consta de planta baixa, principal (destinat als promotors), dos pisos, àtic i terrat. Depassant la línia de cornisament, dues esbeltes cuculles de planta rectangular coronen els dos cossos laterals que articula la façana de l'edifici. L'accés principal dona pas a una àmplia zona de vestíbul i a un celobert central rectangular de grans dimensions en el qual sorgeix l'escala noble d'accés a la planta principal. En el fons d'aquest celobert cobert per una claraboia s'hi localitza la caixa de l'escala de veïns, en el forat de la qual s'hi troba l'ascensor.
La façana de la casa estructura les seves obertures en eixos verticals i horitzontals de ritme regular. La treball escultòric de dita façana va ser realitzat per Vallesbó. La planta baixa s'obre al carrer per mitjà de cinc grans portals: el portal central, que dona pas al vestíbul, té forma d'arc de mig punt amb carcanyols ornamentats amb relleus i està flanquejat per columnes jòniques que serveixen de basament per als permòdols que sostenen la llinda de la tribuna del pis principal. Aquesta porta central és flanquejada per dos portals allindanats amb muntants en forma de pilars toscans. A banda i banda la façana es completa per dos portals allindanats més, sobresortint de la línia de façana i emmarcats per pilastres a base de carreus encoixinats d'acabat rústic. Aquests darrers portals serveixen de basament a les esbeltes semicolumnes emfaixades d'ordre jònic que abracen els tres pisos centrals de l'edifici i que sostenen visualment l'àtic, el balcó corregut del qual serveix d'entaulament d'aquest ordre gegant.
Els grans pilars de planta baixa serveixen de basament dels balcons del pis principal. Aquests balcons (com els de la resta de l'edifici) presenten unes baranes decoratives acabades en ferro forjat i amb aplics florals de ferro fos sobredaurat realitzades per Cristobal Rossell. La línia de balcons del principal queda interrompuda al centre de l'edifici per la tribuna de la planta principal, un cos que sobresurt aparatosament de la línia de la façana. El tancament d'aquesta tribuna es fa per mitjà de quatre arcs de mig punt sobre columnes d'inspiració jònica que sostenen llur entaulament que és, alhora, la barana del balcó del primer pis. L'altre element destacat de la façana és el nivell de làtic, que es desenvolupa en forma de galeria d'arcs de mig punt separats per columnes jòniques que sostenen el cornisament de l'edifici. Aquest cornisament a base de grans permòdols inclou els respiradors de la solera del terrat i el seu ràfec sobresurt notablement de la línia de façana. Damunt dels dos cossos laterals de la façana, aquest cornisament és flanquejat per dos caps de lleó i serveix de basament a dues grans cuculles de planta rectangular amb llucanes circulars i revestides amb escates de ceràmica vidrada de Tarrés i Macià.
El celobert i el vestíbul centralitza les estances dels diversos pisos que conformen l'immoble, i és l'espai més interessant del conjunt. El vestíbul és un espai rectangular de dos trams que acull la garita en fusta del porter i l'arrencada de l'escala de veïns. Aquest vestíbul està ricament revestit: marbre blanc i negre pels terres, marbre gris per als arrambadors i marbre daurat per a les pilastres que sostenen l'enteixinat cassetonat de fusta. Una reixa de ferro forjat amb aplics florals de fosa daurada separa el vestíbul del celobert, que actua com els antics patis centrals de les cases tradicionals barcelonines. Les crugies que envolten aquest celobert acullen la galeria que mena vers l'escala de veïns i, sobretot, l'escala noble en tres trams que mena vers el pis principal, així com l'ascensor, fet de fusta de caoba i rics aplics de llautó daurat. Aquest celobert destaca per la riquesa dels seus revestiments, especialment a través de les columnes de marbre rosat i capitell jònic que envolten el seu perímetre i els llums de bronze profusament ornamentats que il·luminen l'espai, cobert per una claraboia. El pis principal s'obre a aquest celobert a través de grans balcons ampitats amb mainells de marbre, flanquejats per pilastres i tancats amb vitralls de colors.